# Конотопська сотня
Конотопська сотня — адміністративно-територіальна одиниця Чернігівського і Ніжинського полків Гетьманської України в 1648 - 1782 рр.

## Історія
Утворилася, ймовірно, восени 1648 р. у складі Борзнянського полку. Але формально визнана і юридично закріплена за Чернігівським полком Зборівським реєстром 16 жовтня 1649 р. у кількості 100 козаків на чолі з сотником Іваном Рибальченком з осідком у м. Конотоп, яке до 1648 р. було центром Конотопської волості (округу) Новгородського повіту Чернігівського воєводства.
Після Білоцерківської угоди 1651 р. сотня, ймовірно, відійшла до Ніжинського полку, позаяк у присяжних списках 1654 р. вона числиться уже за ним у складі міста Конотопа та сіл Вирівки, Полівки, Соснівки і Підлипного зі старшиною: Градовський Федір - писар, Лихосавенко Ярема - осавул; Коломиєць Андрій - хорунжий. Отже, від 1654 р. і до ліквідації у 1782 році Конотопська сотня була адміністративною одиницею Ніжинського полку. Після скасування козацького устрою її територію включено до Чернігівського намісництва.
Сотенний центр: містечко Конотоп, тепер - районне місто Сумської області. Серед урядовців сотні найвідоміші представники родини Костенецьких.

## Старшина
На 1732 рік відомі -
Сотник Йосип Костенецький, отаман Данило Опанасович (Афанасьєв), хорунжий Василь Разоренко, осавул Лесько Зубченко, писар Данило Тимофіїв, комісар Василь Парпура, другий Леонтій Торанський.

## Адміністративний поділ
На 1732 рік:
- Курінь Міський

- Курінь Дрижчовський, отаман Іван Сур.

- Курінь Вовкогонівський, отаман Яків Деревицький.

- Курінь Загребельський, отаман Денис Поповна.

Село Веровка, отаман Дмитро Черевко.
Село Поповка, отаман Роман Кривун.
1-й Курінь, отаман Тишко Забіяка.
2-й Курінь, отаман Федір Високомурний.
Село Підлипне, отаман Осип Тимченко.
Село Шаповаловка, отаман Андрій Величко.
Село Сосновка, отаман Андрій Салкіляк.
Село Озарич, отаман Федір Романів.
Село Семянівка, отаман Левко Гавро.
Село Поповка, «конюшевец рейментарских Атаман Артем Корченко»
Города Конотопа меские урядники — Войт Афанас Тимченко
Бурмистр Кирик Тимченко
Ключник Лукян Сахненко
Заведовец Мартин Канювец
Овчарних заводов надзирател Михайло Лихваренко
Фактор Василий Яремович
«Сотенний заведовца Нестер Сенников»

### Цеха
Цех шевський — Цехмистер Матвей Савченко
Цех різницький — Цехмистер Марко Юрченко
Цех ткацький — Цехмистер Сенников зят
Цех шаповальский — Цехмистер Роман Шерстюк
Цех кравецький — Цехмистр Самойло Шендро
Цех ковалський — Цехмистер Степан Шулга
З документу «Опись КОНОТОПСКОЙ сотни 1711 года» стають відомі населені пункти, які входили в сотню на вказаний рік: «Семяновка, Подлипное, Сосновка, Шаповаловка, Поповка, Веревка, Озарич, Старая, Гути, и город Конотоп»., а також — «Всех и всяких казаков, поспольства и протекциялих людей в сотне Конотопской — 1569 [чел].»

## Сотники
Рибальченко Іван (1649)
Гриценко Павло (1652, н.)
(Бистрицький) Семен Михайлович (1654-1661, з перервами)
Мар'янович Семен (1656-1659) 
Скоробагатий Дмитро Михайлович (1661)
Шедлюх (Шеввдюх, ?Шевлюшенко) Михайло (1663)
Нужний (Лисенко) Лесько (Олександр) (1668-1669) 
Петренко Панько (Пантелеймон) (1671-1672) 
Суховій Петро (1672)
Ждан (Жданенко) Іван (1672-1681) 
Кандиба Федір Андрійович (1681-1689) 
Боровка (Божий) Ярема (1690, н.) 
Деревицький Ілляш (1690, н.)
Кандиба Федір Андрійович (1690-1698) /вдруге/
Кандиба Андрій Федорович (1698-1702) 
Романович Михайло (1700, н.)
Зимовець Семен (1700, н.)
Бистрицький Іван Семенович (1703) 
Кандиба Андрій Федорович (1704-1707) /вдруге/
Фіалковський Іван (1707)
Костенецький Григорій Назарович (1707-1716) 
Опанасович (Опанасов, Афанасьєв) Данило (1709, н., 1713, н., 1735, н.)
Лизогуб Андрій Юхимович (1716-1719) 
Щербацький Федір Васильович (1719) 
Костенецький Григорій Назарович (1719-1727) /вдруге/
Костенецький Йосип Григорович (1727-1750) 
Лобода Пантелеймон Антонович (1734, н.)
Мурашка Василь (1737, н.)
Парпур Федір Яремійович (1737, н.)
Нестерович Матвій (1737, н.)
Новохацький Іван (1738, н.)
Торанський (Торянський) Данило Тимофійович (1738, н., 1740, н.)
Костенецький Федір Йосипович (1743, н., 1750-1751, н., 1751-1773) 
Колоша 
Фіалковський Іван Іванович (1775) 
Торанський (Таранський) Андрій Тимофійович (1780-1782)
Населені пункти: с. Вирівка, с. Гути, м-ко Конотоп, с. Озаричі, с. Підлипне, с. Попівка, с. Семенівка, с. Соснівка, с. Старе, с. Шаповалівка. За Генеральним описом 1765-1769 pp. до сотні віднесено слободу Кандиби.